# Ка Барато (Венеција)
Ка Барато (итал. Ca' Baratto) је насеље у Италији у округу Венеција, региону Венето.
Према процени из 2011. у насељу је живело 17 становника. Насеље се налази на надморској висини од -1 м.